# 凡州
凡州（鄂圖曼土耳其語：‎，羅馬化：Vilâyet-i Van，羅馬化：Vani vilayet'），奥斯曼帝国晚期的一个一级行政区划。20世纪初时，该州有大约400,000人口和15,000平方英里（39,000平方）辖区。该州是第一次世界大战以前，奥斯曼帝国国内有大量亚美尼亚人聚居的六州之一，同时也生活着亚述人、阿塞拜疆人等少数族群。

## 历史
1867年1月27日，奥斯曼帝国颁布《维拉亚特法》，其后开始将全国原来的各个省份（Eyalet）逐步重新划分为州（Vilayet）。1875年，由原埃尔祖鲁姆省改组的埃尔祖鲁姆州被拆分出凡州、哈卡里州、比特利斯州、霍扎特州和卡尔斯州，成为六个州。1888年，哈卡里并入凡州。
该州的首府及经济中心为凡城。该州位于奥斯曼帝国东北边境地区，靠近与俄罗斯及波斯的边境线，因此有大量驻军。该州下辖凡和哈卡里两个桑贾克，相当于今土耳其凡省、哈卡里省一带，以及舍尔纳克省、穆什省和宾格尔省的部分地区。

## 人口
在1908年公布的奥斯曼帝国1885年首次普查的数据中，该州的估计人口数量为376,297。
根据奥斯曼帝国1914年普查数据，凡州有穆斯林人口179,422，亚美尼亚人口67,797。然而，奥斯曼普查数据中仅包括男性成年公民，不包括妇女和儿童，实际人口估计有穆斯林31.3万人，亚美尼亚人13.0万人，包括叙利亚基督徒、涅斯托利派景教徒在内的其他族群6.5万人。

## 地理与经济
凡州濒临波斯边界，位于埃尔祖鲁姆州和摩苏尔州之间。该州北部为凡桑贾克，包括凡湖北岸和东岸的开阔高原以及凡湖南岸的几个肥沃地区，高原上生活有大量从事农耕的亚美尼亚人和半游牧的库尔德人，库尔德人主要蓄养牛羊。南部为哈卡里桑贾克则完全是欠发达的山区，生活着很多政府控制有限的部落，其中内斯托里亚基督教徒生活在大扎卜河上游地区，一些大型的库尔德部落会到底格里斯河平原越冬。
历史上，该州盛产小米、亚麻和大麻，且是一个重要的葡萄酒产地，葡萄酒和白兰地都有少量生产:60-62，Shemsdinan种植的优质烟草曾出口波斯。凡州的绵羊养殖业发达，1906年该州有超过3百万只绵羊，但到1920年时绵羊养殖量有所减少。该州的农民还从事养蜂业，并出售蜂蜜:63-64。该州的矿产资源从未得到充分探索，但据信储量巨大，曾生产煤、铅、铜、硼砂、皮革、天然气、花岗岩、石灰、白垩、石膏、金和盐等:70-71。在Kordzot有石油泉，在Sivan（今Bingöl的Avnik村）和Nurduz有丰富的褐煤，在Zilan Creek和Julamerk（今哈卡里）则有多处温泉。

## 行政区划
凡州下辖两个桑贾克：
1. 凡桑贾克（凡城、埃爾吉斯、恰塔克（英语：Çatak）、阿迪爾傑瓦茲、蓋瓦什）
2. 哈卡里桑贾克（巴什卡萊、哈卡里、厄扎爾普、謝姆丁利、于克塞科瓦、居尔珀纳尔（英语：Gürpınar (District), Van））

## 地图

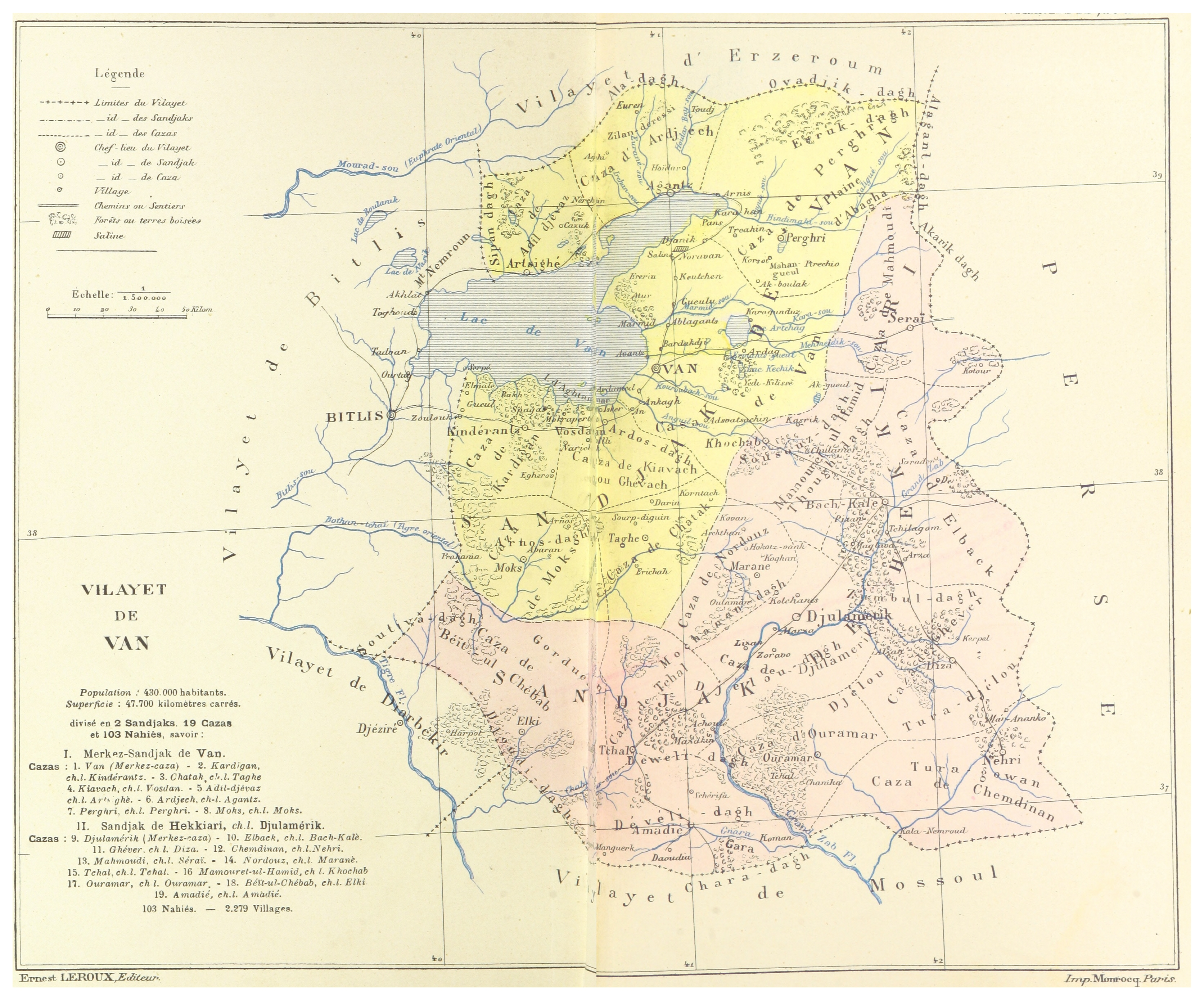
1892年的凡州
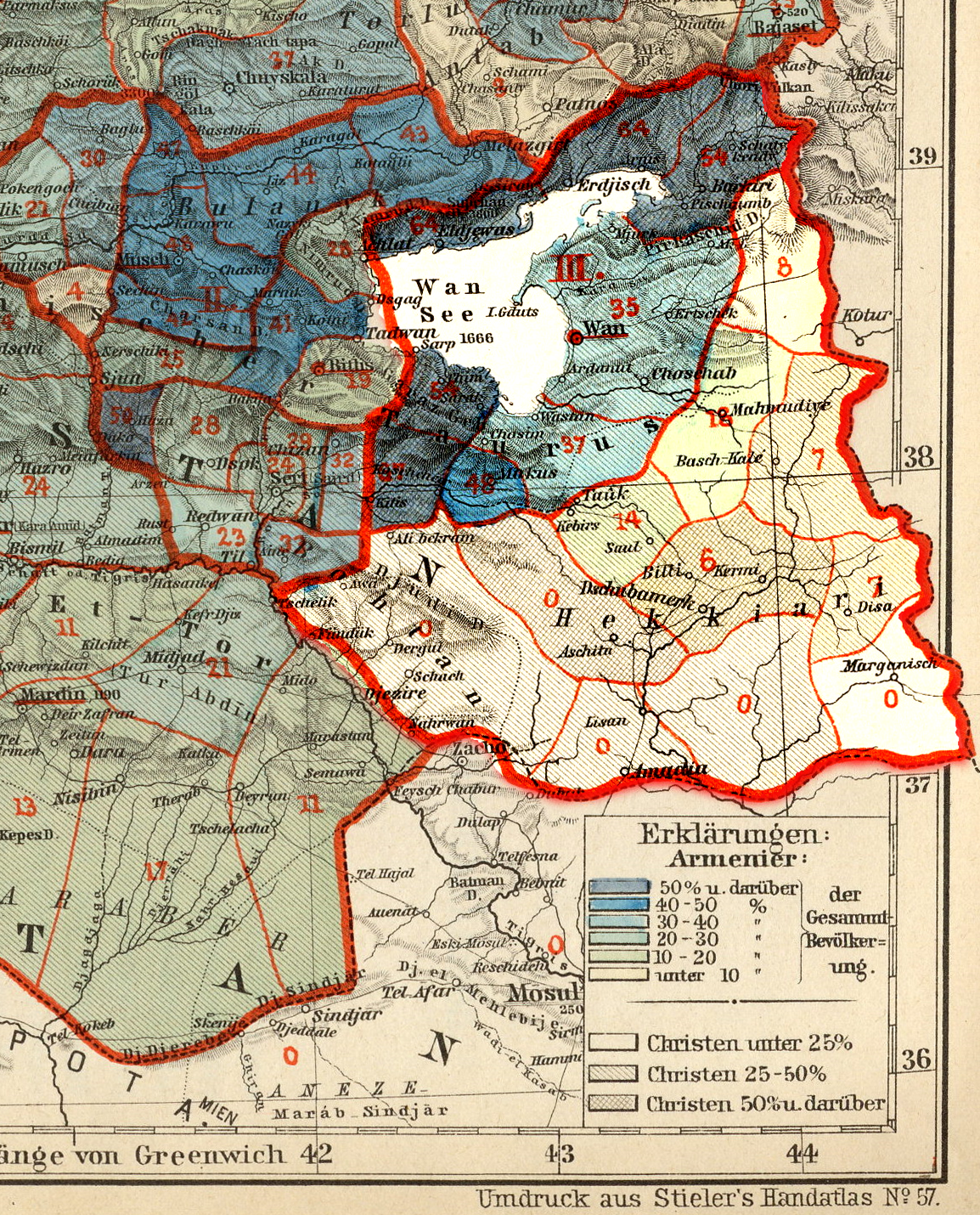
1896年凡州的亚美尼亚人分布

## 备注
1. ↑  维拉亚特法，1867年奥斯曼帝国颁布的一项法令。